# وحدة بيتون الحضرية
وحدة بيتون الحضرية، هي وحدة حضرية فرنسية تمتد عبر مقاطعتي الشمال وباد كاليه في منطقة أو دو فرانس. تتمركز هذه الوحدة حول مدينة بيتيون، وهي مدينة فرعية في مقاطعة باد كاليه، وحول مدينة برواي لا بويسير.
من حيث عدد السكان، تعتبر الوحدة الحضرية لبيتيون من التجمعات الحضرية الكبيرة في فرنسا، حيث تحتل المرتبة التاسعة عشرة على المستوى الوطني. بشكل أوسع، تشارك هذه التكتلات الكبيرة التي تشمل الحوض المنجمي القديم لشمال باد كاليه إلى جانب وحدة ليل الحضرية في تشكيل منطقة حضرية تضم أكثر من 3.5 مليون نسمة، تعرف باسم "المنطقة الحضرية لليل".